# صدد
صدد (به عربی: صدد) یک منطقهٔ مسکونی در سوریه است که در شهرستان حمص واقع شده‌است.

## خصوصیات
صدد ۳٬۵۰۳ نفر جمعیت دارد.